# Notaresco
Notaresco es un municipio situado en el territorio de la provincia de Téramo, en Abruzos (Italia).

## Galería

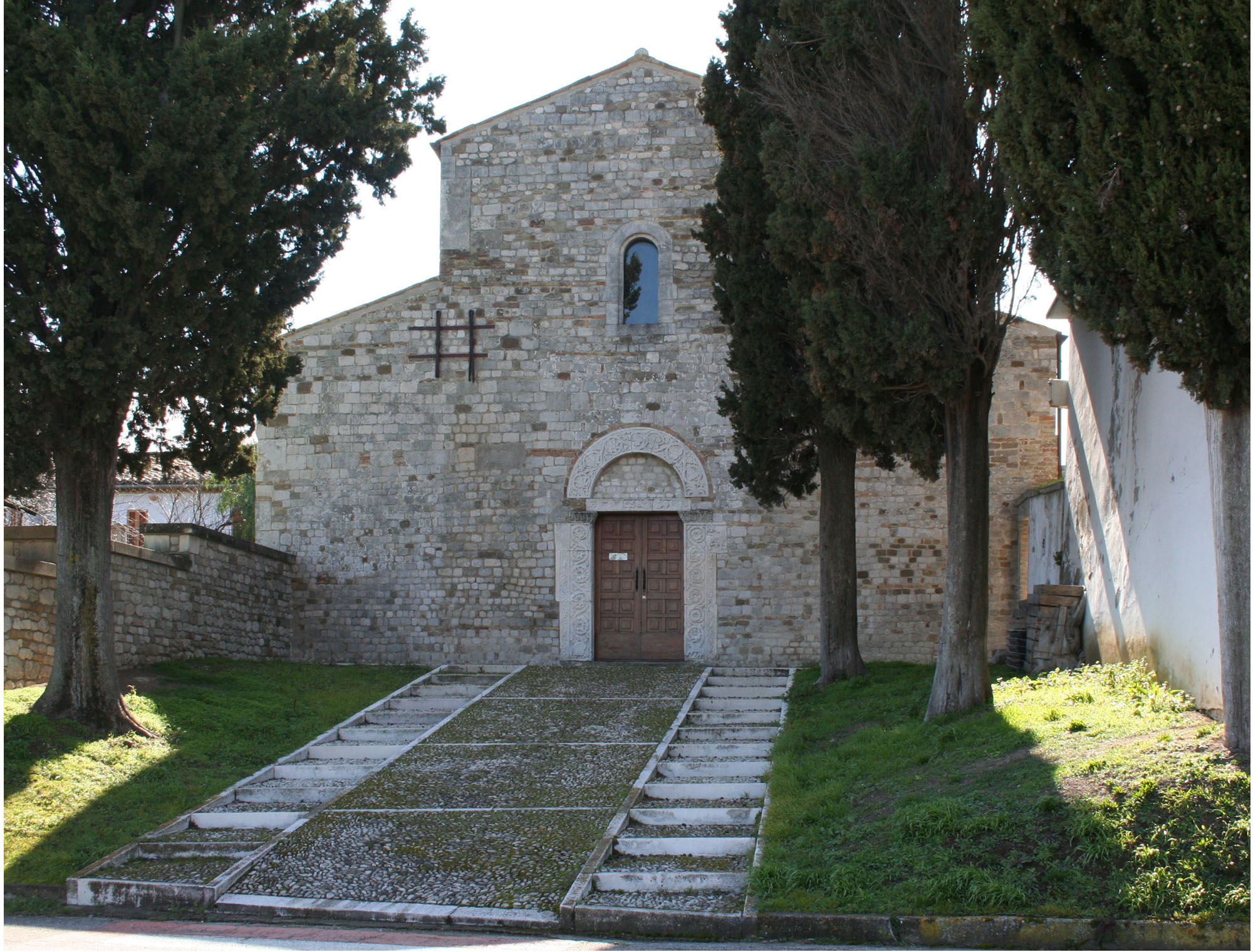
Iglesia de San Clemente en Notaresco
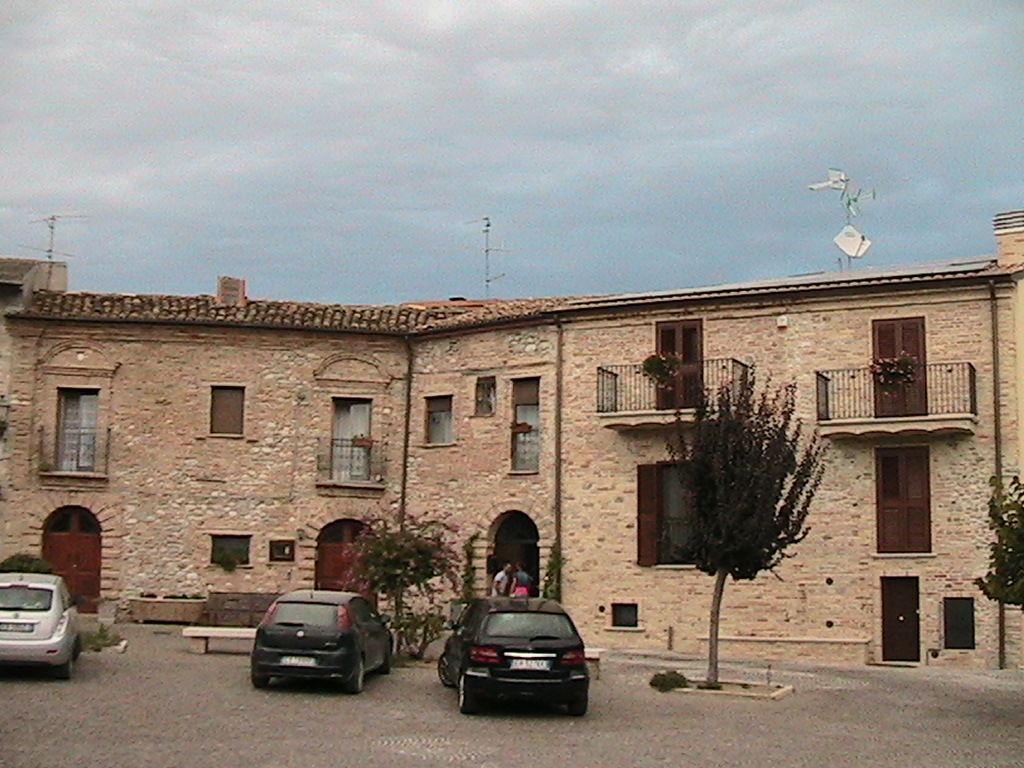
Centro histórico de Guardia Vomano

## Demografía
| Gráfica de evolución demográfica de Notaresco entre 1861 y 2001 |
|                                                                 |
| Fuente ISTAT — elaboración gráfica de Wikipedia                 |